# Stazione di Echizen-Hanandō
La stazione di Echizen-Hanandō (越前花堂駅?, Echizen-Hanandō-eki) è una fermata ferroviaria della città di Fukui, nella prefettura omonima in Giappone. La stazione è gestita dalla JR West e serve la linea principale Hokuriku, ed è capolinea ferroviario della linea Etsumi-Hoku per Kuzuryūko. A circa 300 metri di distanza si trova la stazione di Hanandō della linea Fukubu delle Ferrovie di Fukui.

## Linee
JR West
■ Linea principale Hokuriku
■ Linea Etsumi-Hoku (Linea Kuzuryū)

## Struttura
La fermata è costituita da due marciapiedi laterali con due binari passanti per la linea Hokuriku, e un marciapiede singolo con un binario per la linea Etsumi-Hoku. Tutti e tre i marciapiedi sono collegati fra loro da una passerella.
| Lato stazione | ■ Linea principale Hokuriku | per Tsuruga e Maibara |
| Lato campagna | ■ Linea principale Hokuriku | per Fukui e Kanazawa  |
| -             | ■ Linea Etsumi-Hoku         | per Kuzuryūko         |

## Stazioni adiacenti
| 《                        | Servizio                  | 》                        |
| Linea principale Hokuriku | Linea principale Hokuriku | Linea principale Hokuriku |
| ------------------------- | ------------------------- | ------------------------- |
| Ōdoro                     | Locale                    | Fukui                     |
| Il Rapido non ferma       |                           |                           |
| Linea Etsumi-Hoku         |                           |                           |
| Fukui                     | Locale                    | Rokujō                    |

- Fra la stazione di Echizen-Hanandō e di Fukui si trova la stazione di Minami-Fukui, che tuttavia non è servita dal traffico passeggeri.